# Astropolityka
Astropolityka (z gr. ástro – gwiazda; politiká – sprawy dotyczące państwa) – wyłaniająca się ostatnio w ramach geopolityki nowa dziedzina wiedzy traktująca o relacjach między przestrzenią kosmiczną, techniką i technologią a polityką. W węższym ujęciu oznacza planowanie, lokalizację zasobów i struktur w przestrzeni kosmicznej w celu osiągnięcia zamierzonych celów polityczno-ekonomicznych. Pojmuje Układ Słoneczny jako miejsce rywalizacji i ekspansji. Mottem przewodnim astropolityki jest:
„Kto panuje w przestrzeni kosmicznej, ten kontroluje świat.”
Budowa bazy kosmicznej na Księżycu czy załogowe loty na Marsa – to tylko niektóre z kierunków, w których będzie się rozwijać ta nauka.

## Historia

### Starożytność
Początki astropolityki sięgają starożytności, kiedy to wiedza na temat zjawisk astronomicznych służyła panującym do utrzymania władzy nad poddanymi. Zwykłe zaćmienie Słońca było uważane za przejaw boskiej ingerencji w świat ziemski, najczęściej za gniew bóstw. Egipscy kapłani, dzięki kalendarzowi opracowanemu na podstawie obserwacji, mogli przewidzieć zaćmienia, a dzięki temu wywierali wpływ na decyzje ziemskiego wcielenia boga Ra, czyli faraona, i w konsekwencji uczestniczyli w zarządzaniu państwem. Podobnie było w kulturze Majów, gdzie król osobiście sprawował rytuały związane ze zjawiskami astronomicznymi, zgodnie z zaleceniami swoich skrybów. Około 500 r. p.n.e. w astronomii babilońskiej pojawiły się modele matematyczne, które umożliwiały obliczanie – na podstawie opracowanych algorytmów i przy użyciu kilku wyznaczonych parametrów – czasu występowania ważnych zjawisk astronomicznych: nowiu i pełni Księżyca, zaćmień, okresów widoczności planet. To przyczyniło się do powstania niektórych świąt. Władcy z biegiem czasu nadawali im również znaczenie polityczne.

### Renesans
Relacje między kosmosem a techniką miały szczególne wyraz w epoce wielkich odkryć geograficznych. Jej nadejście umożliwiła m.in. lepsza nawigacja na morzu. Tę zaś umożliwiło m.in. astrolabium powstałe w wyniku obserwacji nieba i ruchu gwiazd a rozpowszechnione dzięki Arabom. Przyrząd ten był szeroko stosowany w XV w. Na podstawie znajomości położenia gwiazd można było ustalić szerokość geograficzną, a także zmierzyć czas. Statki, znając swoje położenie, mogły wytyczać szlaki, sporządzać dokładniejsze mapy odkrywać nowe lądy, a państwa mogły zakładać nowe kolonie, zdobywać władzę i kształtować politykę międzynarodową. Dla upamiętnienia doniosłych odkryć w 1813 r. w herbie Portugalii umieszczono sferyczne astrolabium, czyli tzw. sferę armilarną, która widnieje w godle do dziś.
Jeszcze w XVI w. uczeni znający astrologię i astronomię byli stałymi doradcami królów ówczesnej Europy, by wspomnieć wielkiego astrologa a jednocześnie proroka Nostradamusa, który doradzał królowej Francji Katarzynie Medycejskiej. XVI-wieczne odkrycie, że to Ziemia razem z innymi planetami krążą wokół Słońca, a nie odwrotnie, spotkało się z ostrą krytyką i potępieniem ze strony papieża, gdyż godziło to w autorytet nauk Kościoła i jego prestiż, i mogło (w przypadku braku reakcji) spowodować obniżenie znaczenia tej instytucji na arenie międzynarodowej, czyli po prostu zagrozić władzy Kościoła. Na drodze przemian mentalnych, gospodarczych i politycznych zmienił się też charakter związku polityki z przestrzenią kosmiczną. Postęp w astronomii i astrofizyce odzwierciedlał postęp naukowy.

### II wojna światowa
Począwszy od 1919 astropolityka stała się domeną państw i organizacji międzynarodowych. Wtedy to podczas międzynarodowej konferencji w Paryżu postanowiono, iż „każde państwo ma pełną i wyłączną suwerenność nad przestrzenią powietrzną ponad swoim terytorium”. Władcy, generałowie i badacze zaczęli sobie zdawać sprawę z możliwości wykorzystania technologii, na początku aeronautycznych, a potem kosmicznych w celach militarnych. Pozwoliło to na konstrukcję pierwszych rakiet V1, V2 w nazistowskich Niemczech, a na podstawie których to planów, konstruktorzy radzieccy i amerykańscy opierali się przy budowie rakietowych pocisków balistycznych służących do przenoszenia statków kosmicznych (w przypadku USA) i broni (jak w przypadku ZSRR).

### Astropolityka w realiach zimnej wojny
Po II wojnie światowej astropolityka na dobre zagościła w strategiach mocarstw światowych. W sytuacji, gdy opadła żelazna kurtyna, wzrosło do rangi globalnej znaczenie dostępności informacji o planach i poczynaniach przeciwnika. Aby przewidzieć, lub choćby wyprzedzić działania wrogiego obozu należało posiadać informacje o położeniu i rozmieszczeniu baz wojskowych, a także o ruchach wojsk czy manewrach – w szczególności przy granicach. Jako że najlepiej jest obserwować z góry, głowy przywódców państw zwróciły się w stronę tego co nad głowami. Nie było mowy o naruszeniu przestrzeni powietrznej, która mogła wywołać międzynarodowy kryzys. Stąd też zaczęto myśleć o wykorzystaniu przestrzeni kosmicznej do celów obserwacyjnych. W 1957 roku Związek Radziecki wystrzelił pierwszego sztucznego satelitę, a tym samym objął prowadzenie na arenie międzynarodowej i udowodnił wyższość technologii swojej nad technologią amerykańską. Pierwszy raz w historii okazało się, że rakiety są zdolne objąć swym zasięgiem cały glob. Zapoczątkowało to wyścig zbrojeń i badania nad rakietami zdolnymi przenosić w przestrzeni kosmicznej broń nuklearną ICBM. Kosmos stał się obiektem rywalizacji, gdyż kto umieściłby broń jądrową na orbicie okołoziemskiej, ten uzyskałby potężny arsenał militarny służący do wywierania wpływu na międzynarodową politykę. Z obawy przed tą radziecką dominacją ONZ powołało w 1959 Komitet do Spraw Pokojowego Wykorzystania Przestrzeni Kosmicznej. Miała ona zdefiniować granicę, na której kończy się suwerenna władza państwa i określić warunki korzystania z zasobów w przestrzeni kosmicznej w sposób pokojowy. Do dziś jednak trwają spory na temat określenia granicy zewnętrznej przestrzeni powietrznej i wewnętrznej przestrzeni kosmicznej, gdyż wątpliwości państw położonych na równiku budzą m.in. satelity geostacjonarne, które de facto znajdują się nad tymi krajami. 180 stacji geostacjonarnych stwarza problem z jednej strony monopolizacji kosmosu, przez właścicieli stacji, z drugiej zaś równoprawnego dostępu wszystkich państw do korzystania z orbity geostacjonarnej. Jednakże przeważa pogląd określający zasięg tej pierwszej do wysokości 100 km od powierzchni Ziemi, gdyż na tej wysokości powietrze jest tak rozrzedzone, iż uniemożliwia lot wszelkich statków powietrznych. Z drugiej strony na uwagę zasługuje również tzw. kryterium efektywności władztwa H. Kelsena, zakłada ono bowiem, że każdemu państwu przysługuje suwerenność w przestrzeni ponad jego lądowym i morskim terytorium do takiej wysokości, do jakiej może ono te suwerenność faktycznie sprawować.
Istotnym dokumentem, w dużej mierze determinującym dalsze prace w sferze eksploracji kosmosu i rozwój stosunków międzynarodowych, był traktat Narodów Zjednoczonych z 1967 zakładający, iż każdy ma równe prawo do wykorzystania przestrzeni pozaatmosferycznej i jej badania; zakazywała jednocześnie jego zawłaszczania i wykorzystywania w celach militarnych. Niewątpliwie był to ważny krok na drodze do uporządkowania spraw związanych z kosmosem. Niestety nijak się on miał do ówczesnej sytuacji politycznej. Zaledwie 3 lata wcześniej marynarka wojenna USA uruchomiła pierwszy system nawigacji satelitarnej TRANSIT, a już pod koniec lat 60. ZSRR odpowiedział swoim systemem o nazwie CYKADA. Zimna wojna trwała na dobre, a konflikt obozów zaostrzała polityka obronna USA, polegająca na budowie systemu obrony nuklearnej, popularnie nazywana Wojnami Gwiezdnymi, zakładająca m.in. budowę dział laserowych umieszczonych na orbitach zdolnych do unieszkodliwienia rakiet. Projekt ten przyczynił się jednakże do powstania koncepcji tzw. triady nuklearnej, czyli uzyskania możliwości wystrzelenia broni jądrowej i jej przenoszenia: w powietrzu (za pomocą samolotów, rakiet); na morzu (poprzez łodzie podwodne); na lądzie (poprzez mobilne wyrzutnie rakiet i stacjonarne bazy).
Względy finansowe (brak osiągnięć przy ogromnych nakładach), a także niemożność radzieckiej myśli technologicznej ani do nadrobienia dzielącego od amerykanów dystansu w dziedzinie techniki satelitarnej ani do dalszego wyścigu zbrojeń przyczyniły się do upadku bloku radzieckiego i żelaznej kurtyny.

### Początek XXI wieku
W wyniku ocieplenia stosunków na arenie światowej, państwa u progu XXI w. postawiły na kooperację. Gwarantem wzajemnego zaufania i współdziałania, również w zakresie astropolityki stał się Sztokholmski Międzynarodowy Instytut Badań nad Pokojem SIPRI, do którego kraje wysyłające satelity są zobligowane podać liczbę oraz przeznaczenie umieszczanych na orbicie satelitów.
Obecnie astropolityka ma charakter czysto pokojowy, wiąże zagadnienia międzynarodowej współpracy (europejski projekt Galileo), jak również pokojowego wykorzystania przestrzeni kosmicznej, czego przykładem jest uruchomienie w 2000 r. międzynarodowej stacji kosmicznej celem utworzenia bazy do badań i przyszłych lotów na Księżyc.

## Obszary o znaczeniu kluczowym dla astropolityki
Ten, kto uzyska przewagę w technologii i wdrażaniu jej, ten dysponuje niemal nieograniczonym wpływem na losy świata. W sposób widoczny i efektywny będzie mógł sterować gospodarką i światowym przemysłem, w których coraz większe znaczenie ma wzajemny handel i międzynarodowa współpraca. Monopol w dziedzinie technologii satelitarnych równa się kontroli nad aspektami życia społecznego i działalnością człowieka, a to zaś równa się monopolowi na wspólnym globalnym rynku.

### Astrostrategia
Kluczem do strategicznych powiązań państwa z różnorodnością obszarów kosmicznych jest technologia transportu, rozumiana w szczególności jako mobilność wojsk, osób i obiektów. Jeśli państwo nie może fizycznie kontrolować strategicznego obszaru, musi ostatecznie dążyć do wypierania innych państw i ograniczania ich roli. Zważywszy, że ogrom bogactw przysługuje temu, kto potrafi kontrolować terytorium i obszar w przestrzeni. Każde państwo mogące panować nad przestrzenią, wywierałoby kolosalny wpływ na wszystkie pozostałe. Dlatego tak istotne są długofalowe przedsięwzięcia, plany i działania instytucji państw oraz innych podmiotów w sferze umieszczenia zasobów i organizacji przestrzeni kosmicznej, czym zajmuje się tzw. astrostrategia. Nastawiona jest ona na wykorzystanie Księżyca oraz innych ciał niebieskich w celach gospodarczych, politycznych, militarnych, przy użyciu najnowocześniejszych technologii, m.in. satelitarnych.
Bazując na podziale Ziemi na regiony geostrategiczne według Mackindera, astrostrategia rozdzieliła przestrzeń na wyraźne obszary o unikalnym strategicznym charakterze ważkich w rozważaniach o astropolityce. Do takich należą:
- Ziemia – jako termin obejmujący obszar fizyczny Ziemi z jej atmosferą; miejsce rozpoczęcia operacji, komunikacji, rozpoznania, produkcji sprzętu technicznego/nawigacyjnego;
- Przestrzeń ziemska – rozumianą jako przestrzeń między powierzchnią Ziemi a najniższą możliwą orbitą a orbitą geostacjonarną; obszar umieszczenia satelitów wojskowych i komunikacyjnych w celach rozpoznawczych, nawigacyjnych oraz przenoszenia uzbrojenia; również strefa lotu pocisków międzykontynentalnych (ICBM);
- Księżyc – jako obiekt o wyjątkowo strategicznym charakterze, gdyż wybudowanie tu stacji kosmicznej będzie miało doniosłe, światowe znaczenie i wzmocni prestiż państwa, któremu to się uda.

Choć obecnie wydobycie surowców na Księżycu wymaga wielkich inwestycji i nakładów, w przyszłości zapewne stanie się to opłacalne i doprowadzi do eksploatacji satelity w ramach bazy surowcowe. Słaba siła grawitacji, do pokonania której nie będzie wymagana tak duża energia jak w przypadku Ziemi, umożliwi małym kosztem wystrzelenie z jednej strony statku kosmicznego, a z drugiej strony odpalenia pocisku. Księżyc stanie się więc idealną bazą do przyszłych badań i eksploracji kosmosu (w tym Marsa), ale także celem strategicznym w sensie wojskowym.
- Przestrzeń kosmiczna – obszar między orbitami geostacjonarnymi a orbitą księżycową; w tej przestrzeni położony jest Księżyc, jak również punkty Lagrange’a; Wielkie znaczenie (również militarne) będzie miała budowa obserwatoriów, czy to na orbitach okołoziemskich, czy to na Księżycu, a to ze względu na brak atmosfery, która w przypadku ziemskich teleskopów zakłóca obserwację i wszelkie pomiary.
- Przestrzeń słoneczna – obszar będący polem grawitacyjnym Słońca; zdolność do ekspansji tego rejonu jest dość ograniczona, choć zasoby jego są ogromne, nie wyłącza to jednak w przyszłości możliwości kolonizacji i eksploatacji innych planet w układzie słonecznym, jak również ich księżyców i asteroid.

### Wojskowość
Wiek XXI to era astropolityki. Światowe mocarstwa dążą do rozwoju technologii militarnych i satelitarnych, aby uzyskać przewagę już nie w powietrzu, ale w przestrzeni kosmicznej. W tej dziedzinie przodują Stany Zjednoczone, które zapewniły sobie dominację informacyjną m.in. poprzez swój system nawigacji satelitarnej GPS. Udostępniając go w 1993 roku społeczności międzynarodowej przyczyniły się do jego uniwersalizacji, a jednocześnie monopolizacji.
Pierwszą zasadą doktryny USA jest możliwość zablokowania używania GPS w dowolnym momencie i obszarze poprzez intensywne zakłócanie odpowiednich częstotliwości. Używane przez wojsko są tak dobrane, aby nie podlegały zakłócaniu poprzez rozmyślnie wprowadzone błędy w sygnałach, znane jako SA (Selective Availability) i AS (Anti-Spoofing). Włączenie SA zmniejsza dokładność odbiorników cywilnych do 100 metrów (156 m dla pomiarów przestrzennych). Od maja 2000 r. SA jest wyłączone na czas nieokreślony, a ponowne włączenie ma być ogłoszone 24 godziny wcześniej. Anti-spoofing jest włączany bez ostrzeżenia. Możliwość usunięcia wpływu SA i anti-spoofingu jest udostępniana tylko autoryzowanym użytkownikom, dzięki dekodowaniu ich za pomocą modułów kryptograficznych. A tymi dysponuje wyłącznie USA. Każdy użytkownik lub grupa użytkowników otrzymuje specjalny klucz deszyfrujący. Armia USA może w każdej chwili zmienić ten klucz, ustalić nowy sposób szyfrowania sygnału a tym samym uniemożliwić jego użytkownikom odbieranie precyzyjnego sygnału. Tylko 32 kraje (w tym 17 państw NATO) zostały uprawnione do odbioru precyzyjnego sygnału pozycjonującego (PPS). Inne podmioty nie mają możliwości używania wojskowych odbiorników GPS.
Konsekwencją systemu narzuconego przez USA jest możliwość natychmiastowego unieruchomienia systemów uzbrojenia wyposażonych w odbiorniki GPS, należące do państw europejskich uczestniczących w konflikcie zbrojnym. Pozwala to na wywieranie presji i ograniczenie swobody Europy w podejmowaniu interwencji wojskowej. Następuje całkowite uzależnienie Europy od systemu GPS, brak kontroli nad jego składnikami; tworzy się fatyczny monopol USA w dziedzinie produkcji odbiorników wojskowych, a tym samym to one stymulują rozwój technologii, jako że stanowią istotny udział w światowym rynku odbiorników.
Rosyjski system nawigacji GLONASS, który pełną zdolność operacyjną (obejmie zasięgiem cały glob) uzyska do końca 2010 roku, ze względu na problemy finansowe i brak jego stałej modernizacji, a także fakt iż obecnie obejmuje on swym zasięgiem jedynie terytorium Federacji Rosyjskiej nie stanowi aktualnie konkurencji dla GPS. Do uzyskania pełnej zdolności operacyjnej brakuje uzupełnienia systemu o 3 satelity (stan dzisiejszy wynosi 21 działających obiektów).
Alternatywą wobec systemu amerykańskiego jest zainicjowany w 1994 projekt europejskiego systemu nawigacji satelitarnej Galileo. Jest on pierwszym krokiem w dążeniu do zapewnienia Europie kontroli nad technologiami satelitarnymi i informacyjnymi. Dzięki niemu, możliwe będzie ustalenie pozycji dowolnego obiektu, poruszającego się czy statycznego, z dokładnością do nie metrów, ale centymetrów. System Galileo jako projekt Unii Europejskiej pomoże uniezależnić się od USA, a jednocześnie spowoduje zaostrzenie rywalizacji konkurencji w badaniach nad systemami nawigacyjnymi. Z drugiej strony zakłada szeroko zakrojoną współpracę z krajami trzeciego świata (i ewentualne rozpowszechnienie systemu na terenie Afryki, sprzedaż odbiorników) oraz utrzymywanie kontaktów ze wszystkimi organami administracji państwowej. Już teraz USA widząc konkurencję ze strony Galileo pracuje we współpracy (na zasadzie lepsza współpraca niż dominacja UE) z Europą nad wdrożeniem systemu GNSS.

## Współczesne zastosowania
Praktycznym wykorzystanie astropolityki odbywa się w dziedzinie technologii nawigacji satelitarnej. Mając zapewnioną kontrolę nad nimi, uzyskuje się dostęp do informacji (wiedza na temat, np. nielegalnie składowanych odpadów nuklearnych, czy zanieczyszczania światowych zasobów wodnych przez inne państwa), które odpowiednio przetworzone (ogłoszone na forum międzynarodowym) mogą posłużyć do prowadzenia nacisków na inne państwa (wywieranie presji na zaprzestanie szkodliwych praktyk). Badanie litosfery pozwoli danemu państwu na uzyskanie dostępu do bogatych złóż ropy naftowej, gazu ziemnego, co z kolei przełoży się na energetyczne uniezależnienie się od dostaw tych surowców, czy wręcz uzależni inne kraje.
Systemy nawigacji satelitarnej stwarzają obecnie ogromne możliwości w badaniu zarówno środowiska i ekosystemu Ziemi, jak i Ziemi, jako obiektu w kosmosie. Przyczynia się to do rozwoju i zacieśnienia współpracy między społecznościami naukowymi, operatorami, konsorcjami, firmami. Mając kontrolę nad systemami nawigacji uzyskuje się jednocześnie kontrolę nad poszczególnymi gałęziami gospodarki, nauki i przemysłu.
Tak więc, przykładami są szerokie zastosowania w:
1. oceanografii – pomiary poziomu morza, przypływów i odpływów, składu chemicznego wód, badanie roślinności morskiej;
2. meteorologii – doskonalsze modele pogodowe i prognozy pozwolą przewidzieć nadejście huraganów, tajfunów i odpowiednio szybko ewakuować ludność;
3. ekologii – śledzenie dryfu biegunów, monitorowanie: zmian klimatu, linii brzegowych przyczyni się do lepszego poznania procesów i mechanizmów rządzących planetą; odkrycia w tej dziedzinie będą sprzyjały rodzącemu się ekoprzemysłowowi – na podstawie pomiarów i obserwacji będzie można efektywniej wykorzystywać elektrownie wiatrowe, czy słoneczne, a także lepiej ustalać ich przyszłą lokalizację; działania zmierzające do wykrywania zanieczyszczeń i ich sprawców zwielokrotnią zainteresowanie międzynarodowych koncernów tematem ochrony środowiska;
4. zarządzanie zasobami naturalnymi – chodzi tu m.in. o:
  - leśnictwo – wyznaczenie dokładnych granic parków narodowych, zabezpieczenie i obserwacja obszarów chronionych, pomiary powierzchni lasów, alarmowanie o nielegalnym wypalaniu, karczowaniu, wyrębie,;
  - rolnictwo – dokładny pomiar użytków rolnych, a co za tym idzie lepsze wykorzystanie środków unijnych na dofinansowanie upraw; wyznaczanie tras maszyn rolniczych z pomocą sygnałów z satelitów;
  - hydrologię – obserwacja zmian ujść rzek, czy brzegów lądów (akumulacja) przyczyni się planowania przestrzennego w nadmorskich miastach w celu wykorzystania dodatkowych przestrzeni chociażby w celach turystycznych;
  - geologię – odpowiednio czułe nadajniki satelitarne potrafią wykryć i ocenić wielkość złóż surowców naturalnych, nawet tych znajdujących się głęboko pod ziemią, jak i pod morskim dnem; otwierają tym samym drogę do tanich poszukiwań i eksploatacji bogactw mineralnych; badanie tektoniki dna oceanów pozwoli odpowiednio szybko przewidzieć trzęsienia ziemi;
5. astronomii i kosmologii – obserwacja aktywności słonecznej (mającej wpływ na jakość przekazywanych sygnałów), dokładny pomiar ruchu obrotowego Ziemi, znajomość orientacji Ziemi w przestrzeni kosmicznej, mają wielkie znaczenie w udoskonalaniu systemów nawigacyjnych;
6. nawigacji – precyzyjne określanie: orbit satelitów, położenia innych obiektów ruchomych, np. samolotów, ciężarówek, statków towarowych poprawi organizację w dziedzinie logistyki i spedycji, a tym samym spotęguje znaczenie i umożliwi nadzór i regulację w dziedzinie transportu międzynarodowego;
7. geodezji i kartografii – zaowocuje to dokładniejszymi mapami, szybszymi i precyzyjniejszymi pomiarami, analizami a finalnie przyśpieszy proces budowy dróg, linii kolejowych, budynków, pozwoli na lepsze przestrzenne rozplanowanie na danych obszarach;
8. telekomunikacji i zarządzaniu – umożliwią większą prędkość transmisji danych o zasięgu globalnym, lepszą jakość połączeń, określanie pozycji użytkownika/abonenta, przesyłanie krótkich depesz[8]; przyczyni się to, do lepszego zarządzania: środkami komunikacji, użyteczności (administracja) publicznej, w ratownictwie; takie projekty wdrażają obecnie firmy: Alcatel – system EUTELTRACS, a Motorola – system Iridium.